# Грааф, Магдалена
Магдалена Грааф (швед. Magdalena Graaf; род. 2 сентября 1975) — шведская модель, певица. В 1998 году с сестрой Ханной они создали группу «The Graaf Sisters», которая стала популярной благодаря песне «You Got What I Want Baby».

## Молодость
Магдалена родилась в Гётеборге, но выросла в Кунгсангёне (Стокгольмском округе).
В 1995 году она родила сына Исаака. Вместо того, чтобы обременять религиозных родителей, она вышла замуж за своего финского друга Йорму, с которым уже жила. За время проживания с ним, она неоднократно подвергалась домашнему насилию.
Однажды, после очередного избиения, она сообщила о своём муже в соответствующие органы. В результате Магдалена и Исаак была помещена под охрану и получили новые удостоверения личности.

## Карьера

### Моделинг
У неё была операция по увеличению груди, после чего она начала активно заниматься спортом. Её сестра Ханна, признанная модель, взяла её на вечеринку знаменитостей, где она встретила E-Type, который оказывал ей знаки внимания. Как она утверждает, это повысило её уверенность в себе, а также её присутствие на этой вечеринке позволило ей начать модельную карьеру. Магдалена пошла по стопам своей младшей сестры и начала принимать участие в гламурном моделинге. Её фотографии начали появляться в журналах, таких как Café, Moore и Slitz. В 2004 году сёстры сделали фотографии в Лос-Анджелесе для журнала FHM.

### Музыка
В 1998 году сёстры организовали музыкальный дуэт «The Graaf Sisters» и подписали контракт с лейблом Sony BMG. Они работали с такими продюсерами, как: Кристер Санделин, Томми Экман и Роб Раз. Их песня «You Got (What I Want)» стала шведским хитом № 1.